# Deceia crevecoeuri
Deceia crevecoeuri är en tvåvingeart som först beskrevs av Daniel William Coquillett 1898.  Deceia crevecoeuri ingår i släktet Deceia och familjen lövflugor. Inga underarter finns listade i Catalogue of Life.